# 2009-es Nippon Professional Baseball-draft
A 2009-es Nippon Professional Baseball-draft a Nippon Professional Baseball negyvenötödik éves draftja, melyet 2009. október 29-én tartottak a Grand Prince Hotel New Takanawa épületében.

## Draft
A gyakornokjátékosi szerződést kötött játékosok neve félkövérrel van szedve

### Central League

#### Yomiuri Giants
| Kör                     | Játékos          | Pozíció | Iskola/csapat                             | Aláírt? |
| ----------------------- | ---------------- | ------- | ----------------------------------------- | ------- |
| 1.                      | Csóno Hiszajosi  | külsős  | Honda                                     | igen    |
| 2.                      | Kijasiki Maszato | elkapó  | Kinki Egyetem Ipari Technológiai Főiskola | igen    |
| 3.                      | Cucsimoto Kjóhei | dobó    | JR Tokai                                  | igen    |
| 4.                      | Icsikava Tomoja  | elkapó  | Saginomiya Seisakusho                     | igen    |
| 5.                      | Ono Dzsunpei     | dobó    | Nippon Bunri Egyetem                      | igen    |
| Gyakornokjátékosi draft |                  |         |                                           |         |
| 1.                      | Hosino Maszumi   | dobó    | Sinano Grandserows                        | igen    |
| 2.                      | Kavano Genki     | elkapó  | Kjúsú Nemzetközi Egyetem                  | igen    |
| 3.                      | Jokava Naomasza  | belsős  | Kaneko Oszaka Középiskola                 | nem     |
| 4.                      | Ódacsi Kjóhei    | dobó    | Okajama Kereskedelmi Egyetem              | igen    |
| 5.                      | Kanda Naoki      | dobó    | Gunma Egyetem                             | igen    |
| Forrás                  |                  |         |                                           |         |

#### Chunichi Dragons
| Kör                     | Játékos         | Pozíció | Iskola/csapat                      | Aláírt? |
| ----------------------- | --------------- | ------- | ---------------------------------- | ------- |
| 1.                      | Okada Tosija    | dobó    | Csiben Gakuen Vakajama Középiskola | igen    |
| 2.                      | Ogava Rjúja     | dobó    | Csiba Eiva Középiskola             | igen    |
| 3.                      | Nakata Rjódzsi  | belsős  | Ázsiai Egyetem                     | igen    |
| 4.                      | Macui Júszuke   | külsős  | Tokiói Mezőgazdasági Egyetem       | igen    |
| 5.                      | Ósima Jóhei     | külsős  | Nippon Life Insurance              | igen    |
| 6.                      | Szuvabe Takao   | dobó    | Honda                              | nem     |
| 7.                      | Macui Maszato   | elkapó  | Nippon Life Insurance              | igen    |
| 8.                      | Josida Tosizaku | elkapó  | Naragakuen Egyetem                 | igen    |
| Gyakornokjátékosi draft |                 |         |                                    |         |
| 1.                      | Jacsi Kento     | dobó    | Takaoka Jogi Egyetem               | igen    |
| 2.                      | Akada Rjúicsiró | elkapó  | Aicsi Egyetem                      | igen    |
| Forrás                  |                 |         |                                    |         |

#### Tokió Yakult Swallows
| Kör                     | Játékos          | Pozíció | Iskola/csapat                              | Aláírt? |
| ----------------------- | ---------------- | ------- | ------------------------------------------ | ------- |
| 1.                      | Nakazava Maszato | dobó    | Toyota Motor                               | igen    |
| 2.                      | Jamamoto Tecuja  | dobó    | Mitsubishi Heavy Industries Kóbe Takaszago | igen    |
| 3.                      | Araki Takahiro   | belsős  | Kindai Egyetem                             | igen    |
| 4.                      | Hirai Rjó        | dobó    | Teikjó Daigo Középiskola                   | igen    |
| 5.                      | Macui Dzsun      | külsős  | Nihon Egyetem, Nemzetközi Kapcsolatok Kar  | igen    |
| Gyakornokjátékosi draft |                  |         |                                            |         |
| 1.                      | Mike Magario     | külsős  | Aomori Jamada Középiskola                  | igen    |
| 2.                      | Aszó Tomofumi    | belsős  | Nihon Egyetem, Nemzetközi Kapcsolatok Kar  | igen    |
| Forrás                  |                  |         |                                            |         |

#### Hanshin Tigers
| Kör                     | Játékos              | Pozíció | Iskola/csapat                      | Aláírt? |
| ----------------------- | -------------------- | ------- | ---------------------------------- | ------- |
| 1.                      | Futagami Kazuhito    | dobó    | Hószei Egyetem                     | igen    |
| 2.                      | Fudzsihara Maszanori | dobó    | Ricumeikan Egyetem                 | igen    |
| 3.                      | Kai Júei             | külsős  | Fukuoka Egyetem                    | igen    |
| 4.                      | Akijama Takumi       | dobó    | Ehime Kenricu Szaidzsó Középiskola | igen    |
| 5.                      | Fudzsikava Sunszuke  | külsős  | Kindai Egyetem                     | igen    |
| 6.                      | Haragucsi Fumihito   | elkapó  | Teikjó Alsó- és Felső-Középiskola  | igen    |
| Gyakornokjátékosi draft |                      |         |                                    |         |
| 1.                      | Takada Súhei         | dobó    | Sinano Grandserows                 | igen    |
| 2.                      | Tagami Kenicsi       | külsős  | Szóka Egyetem                      | igen    |
| Forrás                  |                      |         |                                    |         |

#### Hirosima Toyo Carp
| Kör                     | Játékos           | Pozíció | Iskola/csapat                                       | Aláírt? |
| ----------------------- | ----------------- | ------- | --------------------------------------------------- | ------- |
| 1.                      | Imamura Takeru    | dobó    | Szeiho Középiskola                                  | igen    |
| 2.                      | Dóbajasi Sóta     | belsős  | Csúkjó Középiskola                                  | igen    |
| 3.                      | Takeucsi Hiszasi  | dobó    | Hószei Egyetem                                      | igen    |
| 4.                      | Sódzsi Hajato     | belsős  | Tokoha Egyetem Tacsibana Alsó- és Felső-Középiskola | igen    |
| 5.                      | Itó Kóta          | dobó    | Morioka Egyetem Középiskola                         | igen    |
| 6.                      | Kavagucsi Taketo  | dobó    | Ódzsi                                               | igen    |
| Gyakornokjátékosi draft |                   |         |                                                     |         |
| 1.                      | Nakagava Micuhiro | dobó    | Rjúkoku Egyetem                                     | igen    |
| 2.                      | Nakamura Kószuke  | elkapó  | Jokohama Sódai Középiskola                          | igen    |
| Forrás                  |                   |         |                                                     |         |

#### Jokohama BayStars
| Kör                     | Játékos         | Pozíció | Iskola/csapat                            | Aláírt? |
| ----------------------- | --------------- | ------- | ---------------------------------------- | ------- |
| 1.                      | Cucugó Jositomo | belsős  | Jokohama Alsó- és Felső-Középiskola      | igen    |
| 2.                      | Kaga Sigeru     | dobó    | Nippon Steel Szumikin Kasima             | igen    |
| 3.                      | Anzai Taketora  | dobó    | Kódzsó Középiskola                       | igen    |
| 4.                      | Makka Takajuki  | dobó    | Icsihara Bojó Középiskola                | igen    |
| 5.                      | Fukuda Takehiro | dobó    | Kagava Olive Guyners                     | igen    |
| Gyakornokjátékosi draft |                 |         |                                          |         |
| 1.                      | Kunijosi Júki   | dobó    | Súgakukan Középiskola                    | igen    |
| 2.                      | Kobajasi Kóta   | dobó    | Hidzsirigaoka Alsó- és Felső-Középiskola | igen    |
| Forrás                  |                 |         |                                          |         |

### Pacific League

#### Hokkaidó Nippon-Ham Fighters
| Kör    | Játékos          | Pozíció | Iskola/csapat                                 | Aláírt? |
| ------ | ---------------- | ------- | --------------------------------------------- | ------- |
| 1.     | Nakamura Maszaru | dobó    | Kaszukabe Kjói Alsó- és Felső-Középiskola     | igen    |
| 2.     | Ócuka Jutaka     | dobó    | Szóka Egyetem                                 | igen    |
| 3.     | Kató Maszajosi   | belsős  | Kjúsú Nemzetközi Egyetem                      | igen    |
| 4.     | John Unten       | dobó    | Okinava Prefektúrai Uraszoe Ipari Középiskola | igen    |
| 5.     | Maszui Hirotosi  | dobó    | Toshiba                                       | igen    |
| 6.     | Arahari Júdzsi   | elkapó  | Tokusima Indigo Socks                         | igen    |
| Forrás |                  |         |                                               |         |

#### Tóhoku Rakuten Golden Eagles
| Kör                     | Játékos          | Pozíció | Iskola/csapat                      | Aláírt? |
| ----------------------- | ---------------- | ------- | ---------------------------------- | ------- |
| 1.                      | Tomura Kendzsi   | dobó    | Rikkjó Egyetem                     | igen    |
| 2.                      | Nisida Tecuró    | belsős  | Daiicsi Alsó- és Felső-Középiskola | igen    |
| 3.                      | Koszeki Sóta     | elkapó  | Sójókan Alsó-Középiskola           | igen    |
| 4.                      | Takahori Kazujs  | dobó    | Mitsubishi Motors Okazaki          | igen    |
| 5.                      | Cucsija Tomihiro | dobó    | Citylight Okajama                  | igen    |
| Gyakornokjátékosi draft |                  |         |                                    |         |
| 1.                      | Macui Kódzsi     | belsős  | Nagaszaki Saints                   | igen    |
| Forrás                  |                  |         |                                    |         |

#### Fukuoka SoftBank Hawks
| Kör    | Játékos           | Pozíció | Iskola/csapat                    | Aláírt? |
| ------ | ----------------- | ------- | -------------------------------- | ------- |
| 1.     | Imamija Kenta     | belsős  | Meihó Alsó- és Felső-Középiskola | igen    |
| 2.     | Kavahara Hirojuki | dobó    | Óhori Alsó- és Felső-Középiskola | igen    |
| 3.     | Simooki Júki      | dobó    | Hikari Középiskola               | igen    |
| 4.     | Nakahara Keidzsi  | külsős  | Ázsiai Egyetem                   | igen    |
| 5.     | Tojofuki Kódzsi   | belsős  | Toszu Középiskola                | igen    |
| Forrás |                   |         |                                  |         |

#### Szaitama Seibu Lions
| Kör    | Játékos         | Pozíció | Iskola/csapat               | Aláírt? |
| ------ | --------------- | ------- | --------------------------- | ------- |
| 1.     | Kikucsi Júszei  | dobó    | Hanamaki Higasi Középiskola | igen    |
| 2.     | Miszava Maszaru | belsős  | Daiicsi Tudományegyetem     | igen    |
| 3.     | Ivao Tosihiro   | dobó    | Beppu Egyetem               | igen    |
| 4.     | Isikava Micugu  | külsős  | Tóhó Középiskola            | igen    |
| 5.     | Macusita Kenta  | dobó    | Vaszeda Egyetem             | igen    |
| 6.     | Okamoto Jószuke | dobó    | Yamaha                      | igen    |
| Forrás |                 |         |                             |         |

#### Csiba Lotte Marines
| Kör                     | Játékos         | Pozíció | Iskola/csapat                             | Aláírt? |
| ----------------------- | --------------- | ------- | ----------------------------------------- | ------- |
| 1.                      | Ogino Takasi    | külsős  | Toyota Motor                              | igen    |
| 2.                      | Ótani Tomohisza | dobó    | Toyota Motor                              | igen    |
| 3.                      | Ómine Sóta      | belsős  | Jaejama Kereskedelmi és Ipari Középiskola | igen    |
| 4.                      | Kijota Ikuhiro  | külsős  | NTT Higashinippon                         | igen    |
| Gyakornokjátékosi draft |                 |         |                                           |         |
| 1.                      | Jamamura Kósiró | dobó    | Aojama Gakuin Egyetem                     | igen    |
| Forrás                  |                 |         |                                           |         |

#### Orix Buffaloes
| Kör    | Játékos         | Pozíció | Iskola/csapat           | Aláírt? |
| ------ | --------------- | ------- | ----------------------- | ------- |
| 1.     | Furukava Súicsi | dobó    | Nippon Bunri Egyetem    | igen    |
| 2.     | Higa Motoki     | dobó    | Hitachi                 | igen    |
| 3.     | Jamada Nobujosi | dobó    | Curugakehi Középiskola  | igen    |
| 4.     | Maeda Júdzsi    | dobó    | Fukui Miracle Elephants | igen    |
| 5.     | Anan Tóru       | dobó    | Nippon Express          | igen    |
| Forrás |                 |         |                         |         |